# Asticta brunnea
Asticta brunnea là một loài bướm đêm trong họ Erebidae.